# Katedra Matematyki Politechniki Łódzkiej
Katedra Matematyki Politechniki Łódzkiej – jednostka organizacyjna Politechniki Łódzkiej istniejąca w latach 1945–1970 i zajmująca się działalnością dydaktyczną oraz naukową w zakresie matematyki.

## Historia
Do 1945 roku matematyka była wykładana w Łodzi jako przedmiot pomocniczy w Instytucie Nauczycielskim (1921–1927), Wyższej Szkole Nauk Społecznych i Ekonomicznych (1924–1929), Oddziale Łódzkim Wolnej Wszechnicy Polskiej (1928–1939).
24 maja 1945 roku na podstawie Dekretu Rady Ministrów utworzono Politechnikę Łódzką. Uczelnia obejmowała trzy wydziały: Mechaniczny, Elektryczny i Chemiczny. Działalność dydaktyczna i naukowa w zakresie matematyki odbywała się w ramach katedr. W 1945 roku powstały dwie katedry: Katedra Matematyki Wydziału Mechanicznego oraz Katedra Matematyki Wydziału Chemicznego.
Katedra Matematyki Wydziału Mechanicznego mieściła się w Pawilonie Mechaniki i Elektrotechniki, ul. Gdańska 155. Jej organizatorem i pierwszym kierownikiem był Witold Pogorzelski, kolejnymi kierownikami byli: Zygmunt Charzyński i Lucjan Siewierski.
Katedra Matematyki Wydziału Chemicznego miała swoją siedzibę w Pawilonie Włókiennictwa, ul. Żeromskiego 116. Kierował nią Edward Otto, a następnie: Witold Janowski, Włodzimierz Krysicki.
W latach 1954–1957 na PŁ była tylko jedna katedra (przy Wydziale Chemicznym): Katedra Matematyki i Zakład Analizy Matematycznej oraz 3 oddzielne zakłady: Zakład Geometrii Wykreślnej, Zakład Statystyki Matematycznej i Zakład Matematyki Ogólnej.
W 1968 roku została utworzona Katedra Matematyki Wydziału Elektrycznego. Jej siedziba znajdowała się w Pawilonie Mechaniki, ul. Gdańska 155. Organizacją katedry zajęła się Danuta Sadowska, która była jej pierwszym i jedynym kierownikiem.
W latach 1945–1970 w Katedrach Matematyki PŁ pracowało wielu profesorów matematyki, min. Witold Pogorzelski, Edward Otto, Lech Włodarski, Zygmunt Charzyński, Witold Janowski, Włodzimierz Krysicki, Danuta Sadowska, Edward Kącki, Lucjan Siewierski, Izydor Dziubiński, Tadeusz Gerstenkorn, Tadeusz Świątkowski, Zbigniew Jakubowski, Włodzimierz Waliszewski.
W 1970 roku trzy Katedry Matematyki na Politechnice Łódzkiej zostały scalone i powstał Międzywydziałowy Instytut Matematyki Politechniki Łódzkiej (Zarządzenie Ministra Oświaty i Szkolnictwa Wyższego z dnia 20 kwietnia 1970 roku w sprawie struktury Politechniki Łódzkiej).

## Obszar badań naukowych i dydaktyki
W pierwszym roku istnienia katedr wykłady z matematyki były wspólne dla wszystkich wydziałów. Od 1946 roku zajęcia z matematyki na Wydziale Chemicznym trwały 2 semestry i prowadził je Edward Otto, na pozostałych wydziałach były 4 semestry matematyki i wykłady prowadził Witold Pogorzelski. W roku akademickim 1947/48 został utworzony Wydział Włókienniczy i od tego roku wykłady dla wydziałów Mechanicznego, Elektrycznego i Włókienniczego prowadzono łącznie, dla Wydziału Chemicznego w dalszym ciągu oddzielnie. Wykłady obejmowały elementy analizy matematycznej i algebry, analizy zespolonej, geometrii analitycznej, geometrii wykreślnej, rachunku prawdopodobieństwa i statystyki matematycznej.
Działalność naukowa pracowników katedr koncentrowała się na następującej tematyce: analiza zespolona i rzeczywista, równania całkowe i różniczkowe w technice, zastosowania statystyki matematycznej.